# Copan, Oklahoma
Copan är en ort i Washington County i delstaten Oklahoma, USA.